# Камея (вилла)
Камея — особняк начала XX века в посёлке Симеиз в Крыму, построенный для Н. К. Родевич, спроектированный и построенный главным зодчим Нового Симеиза, военным инженером генерал-майором Я. П. Семёновым. Бывший корпус № 2 санатория им. Семашко. Памятник градостроительства и архитектуры регионального значения.

## Дача Камея
4 и 5 декабря 1912 года Нина Константиновна Родевич, супруга инженера-гидролога Вячеслава Михайловича Родевич, приобрела у владельца Нового Симеиза И. С. Мальцова пять расположенных рядом дачных участков: № 7 площадью 376 квадратных саженей и № 30, № 31, № 32 и № 33 общей площадью 825 квадратных саженей (всего около 54,6 сотки) между улицами Нахимова и Думбадзе в восточной части посёлка, за 44000 рублей.

## Архитектура дачи
Для проектирования и строительства здания был нанят главный зодчий Нового Симеиза военный инженер генерал-майор Яков Семёнов. В течение 1913 года дача быпа практически закончена. Крутой горный склон был укреплён мощной подпорной стеной с северной стороны, для нивелирования уклона цоколь выполнили различной высоты. Здание в стиле модерн с элементами неоклассицизма и венецианской неоготики получилось асимметричным, разные объёмы пространственно уравновешивают друг друга и вписываются в горный рельеф: двухэтажное строение увенчивает трёхэтажная центральная часть. На северной стороне расположен трёхэтажный вестибюль главного входа. Прямоугольные, полукруглые, расположенные лесенкой, напоминающие венецианские, окна вестибюля зрительно увеличивают высоту здания, внутри вестибюля вдоль стен устроена лестница до третьего этажа, с выходами на каждый этаж и в ротонду на крыше. Трёхэтажные части здания с номерами, включая ризалит с южной стороны располагались вокруг вестибюля. Обращённый к морю южный фасад, выполненный в два этажа, завершающийся большим открытым балконом без крыши на третьем этаже, считается главным. Балкон второго этажа опирается на мощную прямоугольную колонну, украшенную посредине ныне утраченной мраморной камеей в образе девушки с виноградной лозой. Балкон третьего этажа обрамлён тремя колоннами-кариатидами. Второй вход, также через ризалит, украшенный грифонами, расположен с восточной стороны. Ризалиты соединены полукруглой частью здания с открытыми балконами, по бокам оформленными колоннами и балюстрадами. Здание строилось и в дальнейшем использовалось, как пансион. При крымском землетрясении 1927 года дача не пострадала, но, на всякий случай была укреплена металлическим поясом.

### Нина Константиновна Родевич
Нина Константиновна Родевич, в девичестве Старицкая, потомственная дворянка из древнего рода Старицких, ведущих историю от Андрея Ивановича, шестого сына Ивана III. Приходилась дочерью контр-адмиралу Константину Степановичу Старицкому. В 1911 году Нина Константиновна вышла замуж за Вячеслава Михайловича Родевича. Имея неплохие доходы и продав квартиру в Петербурге, семья вложила деньги в землю в Новом Симеизе, приобретя за два года 7 участков и построив два роскошных пансиона.

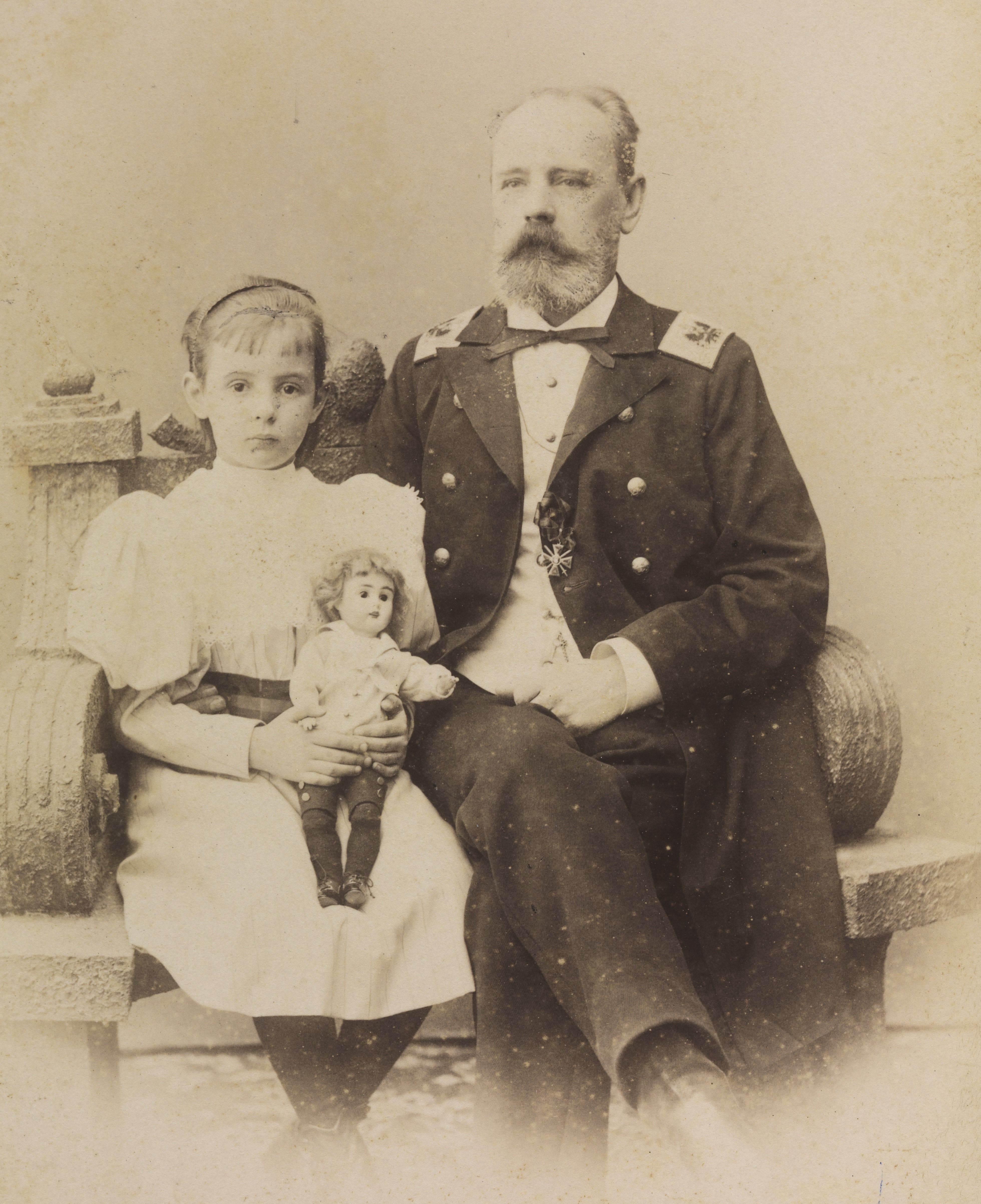
Нина Старицкая с отцом, ранее 1898 г.
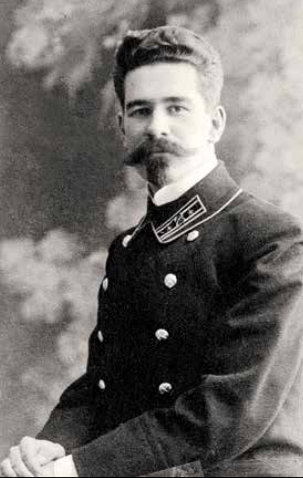
Вячеслав Родевич
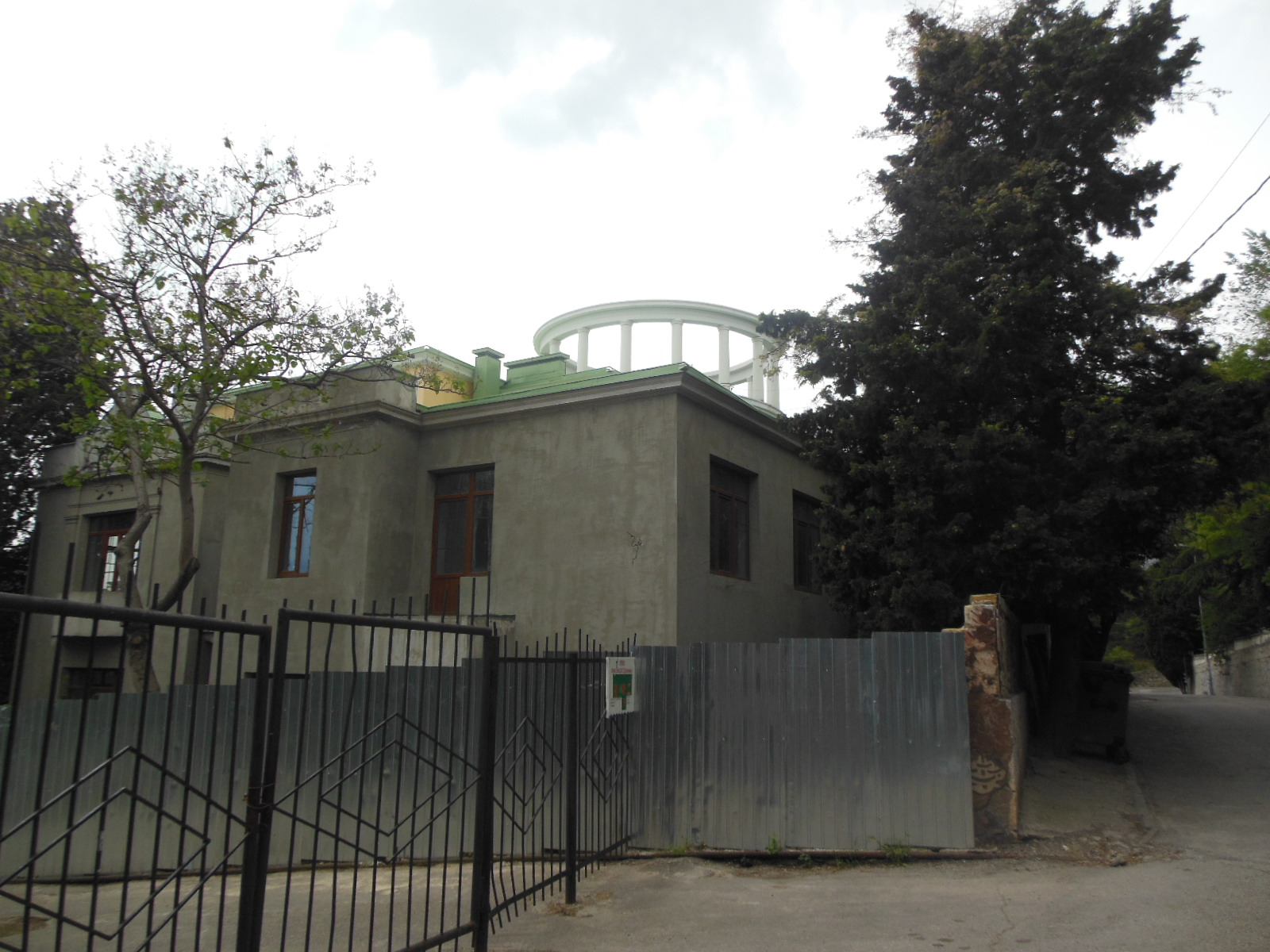
Вид дачи в 2014 г.

## После революции
16 декабря 1920 года приказом председателя Революционного комитета Крыма были изъяты «из частного владения как разных ведомств, так и частных лиц все имения Южного берега Крыма в районе от Судака до Севастополя включительно» и передавались в ведение специально созданного Управления Южсовхоза. Вевной 1921 года на вилле Камея организовали санаторий № 41 «Камея», а в июле 1922 года был создан санаторий «для всех кооперативных работников» «Камея». Центросоюз арендовал на полтора года, с преимущественным правом дальнейшей аренды находившуюся в ведении Санаторно-Курортного управления «лучшую дачу» «Камея». 1935 году «Камею» объединили с санаториями им. Фрунзе, «Миро-маре», бывшей дачей Завгородней и Дельфин в противотуберкулезный санаторий имени Семашко на 470 коек, в котором числились до 1990-х годов. В 1990-х — 2000-х годах здание находилось в аварийном состоянии, в 2010 годы, по некоторым данным, дача «Камея» передана в частную собственность и даже была начата реставрация.